# Pastofòria
La pastofòria (o les pastofòries) és un aplec de dues sales presents en algunes esglésies paleocristianes i de vegades romanes d'Orient. En particular, es tracta de dues cambres de base quadrada o rectangular que es troben simètricament als costats de l'absis principal. A la sala de l'esquerra (anomenada pròtesi) es conserven les ofrenes de la missa dels fidels, mentre que en la de la dreta (anomenada diacònicon o diacònic) s'hi custodiaven els calzes i objectes litúrgics, com en les actuals sagristies.
L'ús de les pastofòries és típicament constantinopolità i n'hi ha, per exemple, en àrees d'influència romana d'Orient, com als monuments paleocristians de Ravenna, a Ravenna (Itàlia).